# Alef
Alef (hebreiska אל"ף aleph, egentligen ’oxe’) (א) är den första bokstaven i det hebreiska alfabetet. I psaltaren 119 i bibeln börjar de första åtta verserna med א på originalspråket.
א har siffervärdet 1.

## Transkription och uttal
Ljudmässigt är den en glottal klusil. Det tecknas i IPA som [ʔ].
Bokstaven uttalas enbart om den står i början av stavelse, och heller inte fungerar som bärare av vokal, så kallad "vilbokstav". Uttalet kan då liknas vid den glottisstöt som föregår det ljudande "a", i början av interjektionen "aha!"
א transkriberas till svenska med "ʾ".